# 圣乌尔班
圣乌尔班是奥地利克恩顿州费尔德基兴县的一个市镇。总面积27.27平方公里，总人口1520人，人口密度55.7人/平方公里（2005年）。